# K307

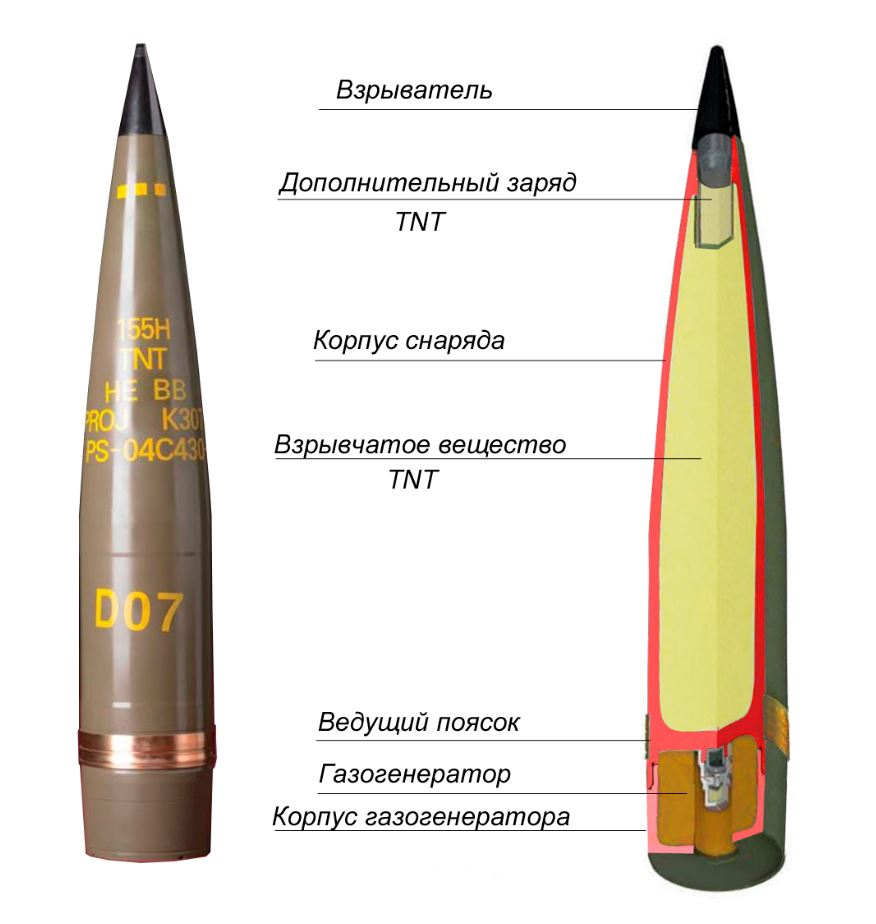
Снаряд K307. Внешний вид и устройство

K307 - осколочно-фугасный снаряд ERFB-BB калибра 155 мм производства Poongsan Corporation, Южная Корея. Разработан для применения в САУ K9 Thunder. С 2008 года снаряд также производится по лицензии в Pakistan Ordnance Factories, Пакистан.

## Описание
Снаряд соответствует стандарту НАТО STANAG-4425 и может применяться с любыми современными гаубицами калибра 155 мм. Форма снаряда разрабатывалась в соответствии с концепцией ERFB, что, в сочетании с применением донного газогенератора  позволило достичь дальности стрельбы почти 41 км из гаубицы с длиной ствола в 52 калибра . 
Корпус снаряда состоит из двух частей: корпуса боевой части и корпуса газогенератора. Корпус боевой части кованный из высокофрагментируемой стали. В носовой части снаряда имеется резьбовое отверстие для ввинчивания взрывателя. При поставке с завода в это отверстие вкручивается пробка с рым-болтом, которая перед стрельбой выкручивается и заменяется взрывателем.  На хвостовую часть снаряда напрессован латунный ведущий поясок. Ширина пояска позволяет вести стрельбу снарядом из орудий со стволом длиной до 52 калибров. В хвостовой части снаряда имеется резьба для соединения с газогенератором. При выстреле высокотемпературные пороховые газы инициируют газогенератор. После чего генератор работает около 30 секунд, выпуская из сопла диаметром 43 мм поток газов, которые сглаживают турбулентность воздуха за снарядом.

## Технические характеристики
- Длина с взрывателем: 945 мм
- Вес с газогенератором и взрывателем:  46.4 кг
- Вес газогенератора - 1,3 кг.
- Взрывчатое вещество: тротил
- Начальная скорость: 928 м/с
- Максимальная дальность: 40,6 км при стрельбе из гаубицы с длиной ствола в 52 калибра.
- Взрыватели:  K519; M557; M739A1
- Метательные заряды: K676; K677[4]